# Yvonne Frank

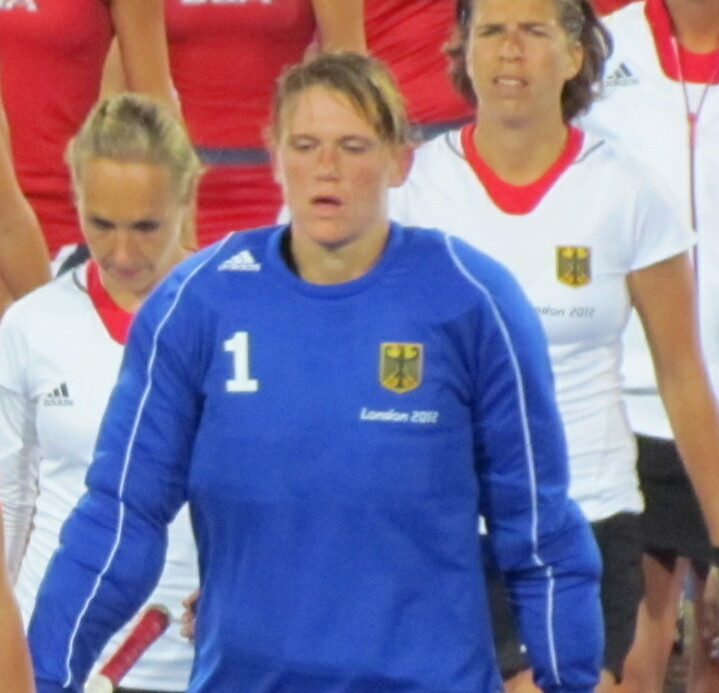
Yvonne Frank (2012)

Yvonne Frank (* 7. Februar 1980 in Duisburg) ist eine ehemalige deutsche Hockeytorhüterin und Nationalspielerin.

## Leben
Im Alter von vier Jahren spielte Frank noch Fußball beim Verein SV Duissern, unter der Aufsicht ihres Vaters, dem Cheftrainer des Vereins. Mit zehn Jahren wechselte sie schließlich zum Feldhockey und begann ihre Karriere beim Club Raffelberg Duisburg.
Nach ihrem Abitur absolvierte sie von 1999 bis 2002 eine Ausbildung bei der Kölner Polizei. Nach ihrem Wechsel nach Hamburg arbeitet sie als Polizeioberkommissarin im Verkehrsdienst der Polizei Hamburg.

### Sportliche Karriere
Yvonne Frank begann beim Club Raffelberg und spielte dort von der Jugend bis zur Bundesliga. 2004 wechselte sie zu Rot-Weiß Köln; mit den Kölnerinnen wurde sie 2007 Deutsche Meisterin. Nach den Olympischen Spielen 2008, bei denen sie nicht den Sprung ins endgültige Aufgebot schaffte, wechselte sie 2009 zum Uhlenhorster HC nach Hamburg.
2002 debütierte Yvonne Frank in der deutschen Hockeynationalmannschaft. Ihren ersten Einsatz absolvierte sie bei der Halleneuropameisterschaft, bei der sie zum Titelgewinn beitrug. Ein Jahr später wurde sie mit der deutschen Mannschaft Hallenweltmeisterin. In den folgenden Jahren war sie bei vielen großen Freiluftturnieren dabei. 2005 wurde sie Vize-Europameisterin, 2006 gewann sie die FIH Champions Trophy. 2007 konnte die deutsche Mannschaft in Manchester die Europameisterschaft gewinnen. 2008 belegte sie mit der deutschen Mannschaft den zweiten Platz bei der Champions Trophy in Mönchengladbach.
Yvonne Frank hat 158 Länderspiele absolviert, davon 13 in der Halle.(Stand 5. August 2016)
Bei den Olympischen Sommerspielen 2012 in London in London war Frank bei ihrer zweiten Olympiateilnahme die Stammtorhüterin, 2008 und 2016 kam sie als Ersatztorhüterin nicht zum Einsatz.

## Ehrungen
4-fache NRW-Polizeisportlerin des Jahres (2002, 2003, 2005 und 2007)